# Русская антиутопия
Русская антиутопия — произведения русских писателей в жанре антиутопии, исследующие с начала XX века художественными методами и способами сосуществование человека и социума. Антиутопия является следствием внутреннего развития жанра утопии.
Для антиутопий характерны дегуманизация, тоталитарная система правления, экологические катастрофы и другие явления, связанные с упадком общества. Антиутопия как жанр зачастую используется, чтобы обратить внимание на реальные проблемы в окружающей среде, политике, экономике, религии, технологии и др.

## Признакиантиутопии
Кабирова А. А. выделяет шесть основных жанровых черт присущих антиутопии:
- «жанровая сущность» антиутопии закрепилась за романной формой.
- «псевдокарнавал» как структурный остов антиутопии, в котором сосредоточен абсолютный страх, который соседствует наравне с благоговением перед государством. Важными составляющими псевдокарнавала являются мазохизм человека массы и садизм тоталитаризма.
- «квазиноминация», заключающаяся в переименовании явлений, людей, предметов как проявление власти, её претензии на функции, принадлежащие богам. Образцом языка тоталитарного государства становится созданный искусственно «новояз», в основе которого лежит максимально возможное упрощение языка.
- в основе антиутопии лежит пародия на утопию или утопическую идею.
- ритуализация жизни, которая происходит во всём художественном пространстве антиутопии. Те, кто не подчиняются ритуальным правилам, наказываются и объявляются «врагами системы».
- приметой антиутопий второй половины XX века становится интертекстуальность, игра на различных уровнях текста.

Л. М. Юрьева предложила классификацию специфических признаков антиутопии:
- пространство антиутопии — государство с тоталитарной системой управления;
- территория нового государства отгорожена огромной стеной от другого мира;
- порабощение человека подчёркивает абсурд ситуации;
- прошлое отвергается;
- герой произведения – бунтарь-одиночка или коллектив единомышленников, состоящий в оппозиции к существующему строю;
- тоталитаризму противостоит любовь;
- описание природы своей красочностью подчёркивает обречённость происходящего;
- мир не статичен, он только возможен;
- повествование часто строится в форме дневника;
- ослабевание преемственности между прошлым, настоящим и будущим.

Б. А. Ланин выделил следующие признаки антиутопии:
- полемика с утопическим проектом;
- псевдокарнавальность реальности;
- карнавальная ритуальность, обряд шутовского «венчания короля»;
- эксцентричность протагониста антиутопии;
- ритуализация жизни;
- основная ось конфликта — между личностью и социальной средой;
- аллегоричность;
- утопию и антиутопию нельзя не сравнивать;
- антиутопия рассказывает о куда более реальных и легче угадываемых вещах, чем научная фантастика;
- антиутопия заимствует у научной фантастики бесчисленные трансформации временных структур;
- ограниченность пространства антиутопии;
- страх — внутренняя атмосфера антиутопии.

## История русской антиутопии
Рубеж XIX—XX веков характеризуется тем, что позитивная утопия уступает место негативной утопии, предопределяя рождение антиутопии. В XX веке антиутопия оформляется в самостоятельный литературный жанр, имеющий свои специфические черты: «псевдокарнавал», «квазиноминация», «ритуализация жизни» и т.д. Трагическим тонам антиутопии способствовали негативные последствия научно-технического прогресса и проблемы дегуманизации личности, а также обострившиеся социально-политические противоречия эпохи.
Необходимо выделить важные особенности русской антиутопии, отличающие её от западной:
- русская антиутопия, становление которой тесно связано с переломными моментами истории России, уходит от прямой злободневности.
- своеобразие русской антиутопической традиции обусловлено её повышенной восприимчивостью к эстетическим и философским поискам эпохи первой трети XX века.
- значительное многообразие внешних форм воплощения жанрового содержания антиутопии (не только в виде романа)[4].

### Первая треть XX века

Обложка первого издания романа Андрея Платонова «Чевенгур». Париж: YMCA-PRESS, рисунок В. Чекрыгина

Антиутопический жанр эпохи первой трети XX века в русской литературе представлен романом («Семь земных соблазнов» В. Я. Брюсова (1911), «Мы» Е. И. Замятина (1920)), повестью («Вечер в 2217 году» Н. Фёдорова (1906), «Ленинград» М. Я. Козырева (1925)), рассказом («Гибель Главного Города» Е. Д. Зозули (1918), «Боковая ветка» С. Д. Кржижановского (1929)), драмой («Город Правды» Л. Н. Лунца (1923—1924)), притчей («Краткая повесть об Антихристе» В. С. Соловьёва(1899)). Развитие жанра было насильственно прервано в эпоху господства официального социалистического реализма в 1930-х годах.
В романе Е. И. Замятина «Мы», написанном в 1920 году, описывается математически совершенная жизнь Единого Государства, которое образовалось после Двухсотлетней Войны. Государство отгорожено Зелёной Стеной. В нём всё было геометрически правильно, безукоризненно точно и кристально чисто. Государство управляется с помощью тоталитарной модели управления, образующей общество как единый организм, в котором всё действует по законам Часовой Скрижали. Госконтролю подлежат все стороны жизни нумеров — жителей Единого Государства. Протагонистом является Д-503, который ведёт записи в виде дневника. В романе проявляются такие признаки антиутопии, как ритуальность жизни и замкнутая система пространства, которые функционируют в рамках специфической модели тоталитарного мира. Псевдокарнавал в полной мере выражен в романе Евгения Замятина. Исходя из псевдокарнавальности антиутопии следует наличие элементов карнавала в романе, таких как выборы Благодетеля, казнь в День Правосудия, выступление государственных поэтов, воспевающих Единое Государство. Основными образами романа являются Зелёная стена, Интеграл и Благодетель.
Повесть «Котлован» А. П. Платонова (1930) начинается с увольнения Вощева с механического завода из-за патологической «задумчивости». Он нанимается землекопом на рытьё котлована под строительство будущего «общепролетарского дома». Земляными работами руководит Никита Чиклин, а инженером строительства является Прушевский. Строители лишены энтузиазма. Зимой работы на котловане приостанавливаются. Председатель окрпрофсовета Пашкин направляет Сафронова и Козлова в соседнюю деревню для проведения «классовой борьбы против деревенских пней капитализма», где те гибнут от неизвестных. Из района прибывает всадник с директивой с критикой местного активиста, которого Чиклин и Вощев забивают до смерти. Настя, ставшая для строителей котлована живым воплощением надежды на светлое будущее, заболевает и умирает.
Действие романа «Чевенгур» А. П. Платонова происходит на юге России и охватывает период военного коммунизма и НЭПа, хотя реальные события и местность преображены в соответствии с логикой мифа. Протагонистом романа является Александр Дванов, который рано потерял отца. Герои романа оказываются в заповеднике коммунизма — городе Чевенгур. Жители города отказываются трудиться (за исключением субботников), предоставляя эту прерогативу исключительно Солнцу; питаются подножным кормом, решительно осуществляют обобществление жён, жестоко расправляются с буржуазными элементами (уничтожая как их тело, так и душу). В конце романа город подвергается нападению; в жестоком бою защитники коммуны почти все гибнут. Уцелевший Александр Дванов отправляется к озеру, где топится. В живых остаётся только Прокофий.
Главным героем романа «Приглашение на казнь» В. В. Набокова является Цинциннат Ц. Он приговорён к смертной казни за свою непохожесть на других. До тридцати лет ему удавалось скрывать свою непохожесть от окружающих. В романе показываются последние двадцать дней жизни Цинцинната. За этот период он пытается осмыслить свою жизнь. Он общается со своим тюремщиком Родионом и с директором тюрьмы. Его периодически посещают адвокат, двенадцатилетняя дочь директора тюрьмы, мать и жена Цинцинната вместе с роднёй. В результате этих встреч протагонист ещё более остро осознаёт противоречия собственной личности с современным ему обществом.

### Середина XX века
В 1960-е годы жанр возродился в написанной Стругацкими повести «Хищные вещи века», где показано общество, полностью удовлетворившее все базовые материальные потребности, и где место духовных потребностей занял «безопасный» наркотик «слег». Антиутопическую сущность имеет и роман Ивана Ефремова «Час Быка». Первоначально в самиздате ходили «Любимов» Абрама Терца, «Зияющие высоты» А. Зиновьева, «Невозвращенец» и «Сочинитель» А. Кабакова.

### Новая российская антиутопия

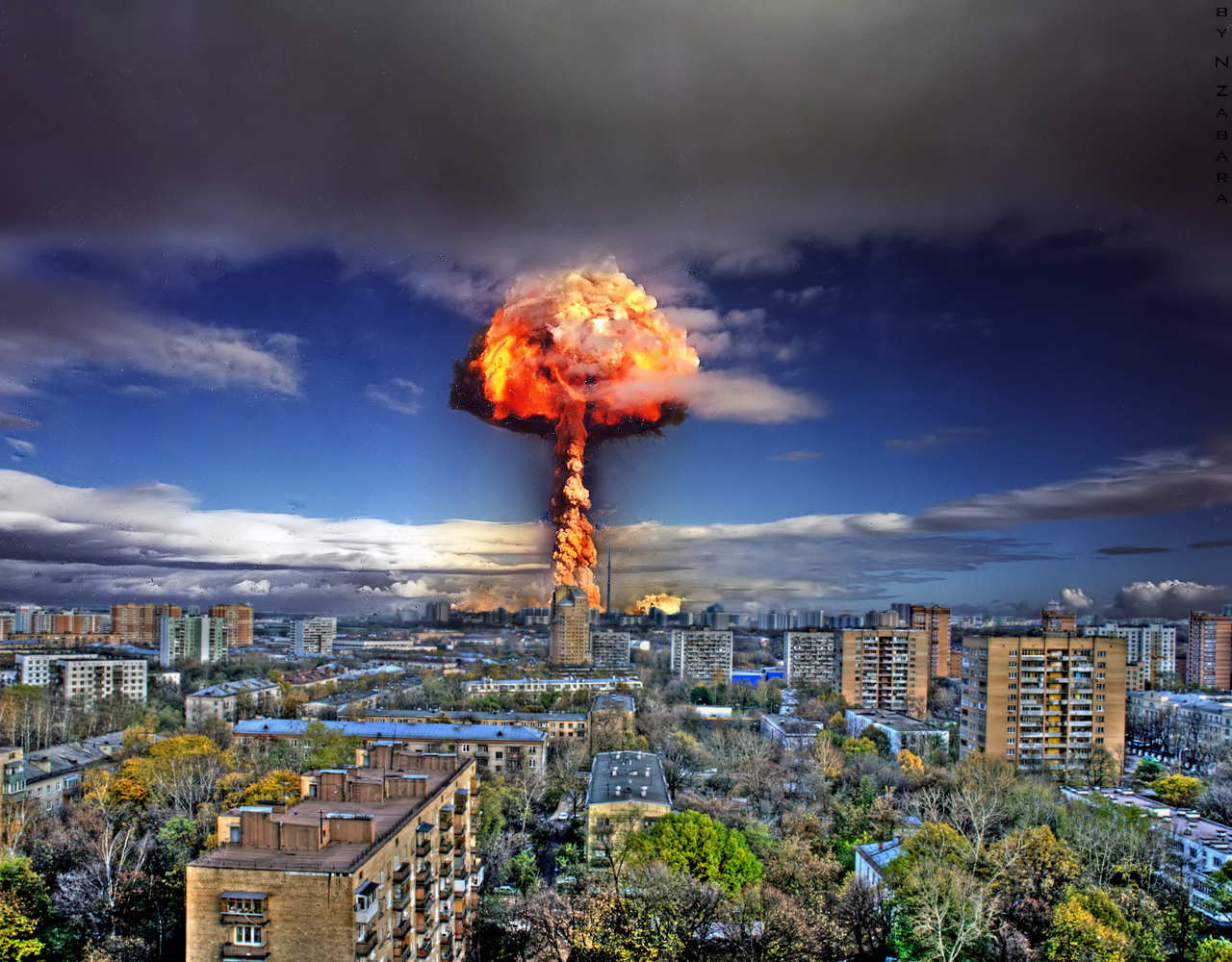
Фотомонтаж к сюжету произведения «Метро 2033» Дмитрия Глуховского.

Анализируя антиутопический дискурс русской литературы начала XXI века, И. Д. Лукашёнок предлагает типологию, основанную на специфике антиутопической модели мира в современных произведениях:
- апокалиптическая (разработка сценария «жизни после катастрофы») («Эвакуатор» Д. Быкова, «Джаханнам» Ю. Латыниной, «Метро 2033» Д. Глуховского).
- сатирическая (осмысление действительности в стилистике политического памфлета) («День опричника» В. Сорокина, «2008» С. Доренко, «Числа» В. Пелевина).
- аналитическая (изображение российской действительности в условиях очередного мировоззренческого кризиса) («ЖД» Д. Быкова, «Учебник рисования» М. Кантора, «Стыд» В. Строгальщикова).
- революционная (вера в необходимость революции как единственной возможности преодоления тотального кризиса) («Маскавская Мекка» А. Волоса, «2017» О. Славниковой, «Россия: общий вагон» Н. Ключарёвой).

Можно выделить несколько этапов развития российской антиутопии — периода развития русской антиутопии с конца 1980-х.
Первый этап (конец 1980-х).
Примерами антиутопий второй половины 1980-х являются «Москва 2042» В. Войновича и «Невозвращенец» А. Кабакова. «Москва 2042» считается калькой «1984» Джорджа Оруэлла, так как вторична, а следовательно невозможна. Кабаков в «Невозвращенце» показывает поражение СССР в холодной войне, что приводит к тотальному экономическому краху, анархии, вооружённым бандам в центре Москвы. В повести автор копировал представления о Гражданской войне в России. Над Кабаковым довлел приём трэша, нагнетания ужаса и шокирования читателя.
Характерный роман перестроечных лет «Мир в латах» Николая Романецкого описывает преодоление ядерного противостояния США и СССР, однако в процессе разоружения армий возникает противостояние между объединившимися гражданскими организациями и бывшими военными, которые начали террористическую войну против ООН. Этот роман — фактически отражение краха надежд общества второй половины 1980-х, так как обязательно случится новая война. Реальные проблемы на территории постсоветского пространства не осознавались Романецким. Персонажи романа не знают гиперинфляции, а также ужаса перед толпами беженцев. Тяжело больные мутанты, известные в романе как «Дети Чернобыля», живут в государственном пансионе, а не попрошайничают на улицах. Романецким владела не инерция советского мышления, а инерция представлений о сильном и централизованном государстве.
Второй этап (начало 1990-х).
Для этого этапа характерны ужас, безнадёжность и неопределённость ситуации. Примерами таких рассказов являются «Фугу в мундире» (1992) и «Поезд в Тёплый край» (1993) Сергея Лукьяненко. В рассказе «Фугу в мундире» для разрешения спора о Курилах на референдум в России вынесен вопрос об их принадлежности. Третьим вопросом в бюллетене значилось: «Я за то, чтобы передать Россию под суверенитет Японии». По результатам волеизъявления Россия была передана под суверенитет Японии. Через несколько лет главный герой отправляет в прошлое письмо, чтобы развернуть ситуацию вспять. «Поезд в Тёплый край» является одной из самых ярких картин «бегства в никуда». Идёт глобальное похолодание, население Земли пытается эвакуироваться в зоны с хорошим климатом на поездах. Все люди стараются доехать до края, однако для всех мест не хватит. Мост перед Тёплым краем взорван для того, чтобы поезда падали в пропасть, а идущих пешком расстреливают с вертолёта. Все, что остаётся главному герою, — принять последний бой с вертолётом.
Третий этап (середина 1990-х—конец 1990-х).
В отличие от Лукьяненко, для коммерческих писателей-фантастов подобный настрой стал невозможен, так как в крупных городах начал расти уровень жизни. Потребитель желает страха, но не безнадёжности. Следует также сказать, что к середине 1990-х окрепло ощущение, что тотального распада «завтра или послезавтра» на постсоветском пространстве не случится.
В «Мягкой посадке» Александра Громова (1995) на фоне глобального похолодания идёт стремительный процесс оглупления людей. Протагонист преподаёт в ВУЗе, но бо́льшую часть студентов и он, и его коллеги именуют «дубоцефалами», так как их нельзя учить, они могут работать только чернорабочими. Среди «дубоцефалов» периодически появляются «адаптанты», которые стремятся уничтожить людей. Глобальная катастрофа оказывается растянута на десятилетия — замерзающая Москва с постоянными столкновениями на окраинах, «адаптантами» в штабах, медленным истреблением специалистов и попытками спасти какие-нибудь технологии. У экватора идёт страшная война всех против всех за последние тёплые края.
Эдуард Геворкян во «Временах негодяев» (1995) описал аналогичный процесс, который идёт не с людьми, а с законами природы. Распадается сложная техника, классическая наука становится бесполезной, однако люди меняются мало. После нескольких лет смуты восстанавливается некое подобие средневекового Московского государства.
Завершила этот этап «Кысь» Татьяны Толстой (2000), в которой деградация людей и культуры идёт одновременно. В далёком будущем, после Взрыва, Москву населяют косноязычные мутанты, которые любят читать книги, но всегда неправильно понимают прочитанное, из-за чего постоянно страдают. Роман писался с 1980-х и раскрывает перед нами очередной ужас без конца.
К концу 1990-х тенденция «отхода от алармизма» укрепилась. Одним из её проявлений стал акцент на локальность кризиса. Он происходит в очерченных пределах и только претендует на глобальность. Одним из примеров стал роман Евгения Лукина «Зона справедливости» (1998). Средний российский мегаполис показан глазами типичного постсоветского интеллигента. В одной подворотне торжествует закон талиона: люди мгновенно получают все травмы и повреждения, которые нанесли за всю жизнь другим. Это выворачивает общество. Чем шире расползается по городу пятно такой справедливости, тем явственнее паника среди населения. Заканчивается всё введением войск в зону справедливости. Притом глобальную катастрофу Лукин подчёркнуто не изображает — роман о проблемах в жизни обывателя.
Четвёртый этап (начало 2000-х—середина 2000-х).
С начала 2000-х в российскую фантастику проникает ощущение мировой периферии, образа России как варианта Латинской Америки, как страны «третьего мира».
Одним из примеров воплощения страха перед окончательным поражением России, превращением её в мировую периферию является роман «Война за "Асгард"» (2003) Кирилла Бенедиктова. По сюжету в США появляется протестантский проповедник, который скоро становится известен как Хьюстонский пророк. Проповедник добивается господства белой расы и христианства, а также совмещает религиозные и этнические чистки. Под христианской маской в мире царствуют евгеника и социал-дарвинизм, которые скатываются к нацизму. Сопротивление всемирной диктатуре носит тупиковые формы, выражающиеся в форме терактов. Население России сократилось. Оно представлено или аристократией, для которой важны европейские бутики, или крепостными, лишёнными образования и культуры.
После оранжевой революции на первый план вышел страх предательства элиты РФ, которую глобализация окончательно отрывает от остального населения.
Роман «Мародёр» Беркем аль Атоми показывает последствия добровольного разоружения России, когда ракетно-ядерный комплекс был поставлен под внешнее управление. Власть принадлежит частным охранным фирмам, которые нанимают транснациональные корпорации. Действие происходит на Урале. Герой романа — вполне состоявшийся мародёр Ахмет, нечувствительный к пропаганде из-за низменного прагматизма. Все попытки Ахмета наладить жизнь вокруг разбиваются об анархию бандитизма. В романе «Каратель» показан процесс переосмысления героем самого себя, когда бывший мародёр мистически ощутил связь с родной землёй и понял, для чего её нужно защищать.
Михаил Успенский в «Райской машине» показал страх не только перед предательством элиты, но и перед тотальностью пропаганды. По сюжету интеллигент-интроверт прожил несколько лет в лесу. Когда он вышел из леса, то увидел, что люди массово собираются на Химэй. На этом объекте якобы всем хватит земли, воздуха и свободного времени. Герой прекрасно видит и понимает, что пропаганда переселения откровенно лжива. Фактически идёт геноцид. Однако Успенский великолепно показал, что если сегодня возникнет нужда отправить вас в газовую камеру — то будут гнать не пулемётом, но пропагандой, в которую вы поверите, так как она будет звучать везде и в неё будут верить все вокруг.
В повести «День опричника» (2006) Владимира Сорокина основной опасностью показана самоизоляция. Герой романа — опричник Комяга. В книге описывается один день опричника, за который происходит много событий. Экономика страны давно построена на транзите китайских товаров в Европу.
В романе «S.N.U.F.F.» Виктора Пелевина продвинутые технологии, наука и бо́льшая часть искусства существуют на шарообразном мире, который называется Бизантиумом. Его жители копируют образ жизни современных обитателей мегаполисов: жизнь в ячейках собственных квартир, виртуальные радости, фактически уничтоженный институт семьи. В «нижнем» мире тщательно поддерживается состояние криминальной олигархии. Задача «нижнего» мира — поставлять на Бизантиум ресурсы и детей. Культура внизу примитивна и отстала. Страна именуется Уркаиной (не путать с Украиной!), жители — урками, которые называют себя орками. Все социальные выступления орков срежиссированы, поскольку их возглавляют провокаторы. Пелевин довёл тенденцию карнавальности «цветных революций» до логичного конца, описывая «Священную войну № 221». Через год орки опять выйдут на бой, так как для «нижнего» мира это стало формой обновления элиты, а также борьбы с перенаселением.
Пятый этап (с конца 2000-х).
С началом 2010-х прямолинейные подходы к раскрытию темы предательства российской элиты стали сходить с острия антиутопических произведений. На это повлияли как противостояние между Россией и Западом, так и мировой экономический кризис.
Развлекательная фантастика пошла другим путём. Дмитрий Глуховский смог открыть новый этап коммерциализации темы антиутопии. Благодаря лёгкому языку книги, линейному сюжету и грамотной рекламной кампании роман «Метро 2033» (2005—2007) идеально совпал с образом развлекательного предмета потребления. Основная творческая задача, которая стояла перед автором, — добиться эффекта узнавания. После ядерной войны, согласно Глуховскому, люди стали жить не в удалённых местах, а в туннелях и на станциях Московского метрополитена. О переселении из разрушенной и заражённой Москвы люди даже не задумываются. Роман получил продолжения в виде книг «Метро 2034» (2009) и «Метро 2035» (2015). В финале романа «Метро 2035» выясняется, что жизнь вне Москвы всё-таки существует. Он также стал основанием успешной франшизы в виде межавторского цикла «Метро».

В современной российской развлекательной литературе очень широко представлены антиутопические циклы, которые легко можно объединить по коммерческому характеру. В цикле «Второго шанса не будет» (2010—2012) Сурена Цормудяна описывается поездка через всю Россию, в которой теперь царствуют снега, хозяйственный упадок, мутанты и редкие технологически продвинутые общины. Цормудян новеллизировал «дорожное кино» в постапокалиптических декорациях. Книги полны заимствований, действуют в них чрезвычайно удачливые персонажи, и сюжет весьма динамичен — просто циклу автора не повезло, так как он остался без рекламного бюджета.
Является ошибкой представление российской антиутопии исключительно в образе природной или социальной катастрофы. Фантасты в России, отойдя от страха катастрофы или предательства верхов, начали осознавать угрозы, которые таит прогресс. В романе «Живущий» (2011) Анны Старобинец даётся образ технологического мальтузианства. Три миллиарда людей существуют на планете, теперь это Живущий, который обеспечивает «реинкарнацию» каждого умершего. Эта конструкция не способна к росту и неизбежно растит в себе зерна будущих кризисов. Старобинец достаточно предсказуемо показывает, что выход из тупика начинается через разрушение цивилизации.
В романе «iPhuck 10» (2017) Виктору Пелевину удалось привязать образ искусственного интеллекта к социальным и культурным проблемам России. В романе установлена монархия на территории России. Пятеро клонов Никиты Михалкова уже мертвы, поэтому царствует Аркадий Шестой. Россия стала главным государством в ЕС (так в романе называется старое СНГ). Обычных влюблённых именуют «свинюками», а остальным рекомендуют любить iPhuck’ов. В романе появляется электронный сыщик Порфирий Петрович — это набор программ, который даёт сравнительно очевидные ответы, пишет штампованно-детективные тексты, но не понимает до конца значения слов. Порфирию Петровичу надо только находиться достаточно близко к человеку, который рано или поздно совершит ошибку, чтобы аккуратно написать «в управление». В романе показано, что техносфера стремится к смерти, так как увеличивает заблуждение своих создателей.
Образом мрачного будущего может быть не только киберпанк, но и биопанк. По сюжету в «Золотом ключе» Михаила Харитонова люди вымерли, а Землю населяет постчеловечество — гибриды самых разных живых существ. Они используют русский язык, а в качестве культурного канона — шансон из уцелевшего ноутбука депутата Госдумы. Харитонов богато иллюстрирует идею принципиального неравенства живых существ. Права человека прилагаются к высокому уровню интеллекта, а все остальные существа пользуются усечёнными версиями, вплоть до абсолютного бесправия.
Дмитрий Глуховский в 2013 году представил публике роман «Будущее». В антиутопии людям удалось остановить процесс старения, одним из следствий чего стало требование отказаться от продолжения рода. Для повышения эмоционального воздействия на читателя Глуховский представил моральные дилеммы, которые практически неотличимы от современных, хотя действие романа происходит в XXV веке.
В своём дебютном романе «Антонов Коллайдер» Ильи Техликиди исследует темы взаимодействия новых медиа, технологий, политики и социума. Середина XXI века. РНКР — Российская НеоКоммунистическая Республика, которой управляют искусственный интеллект и крупные китайские корпорации. Каждый гражданин здесь — под наблюдением. А те, кто борется с системой тотального контроля, объявлены врагами и экстремистами